# Лизогуби

Герб Лизогубів

Лизогу́би — український козацько-старшинський (згодом — дворянський) рід XVII–XX століть. Його представники мали значні земельні володіння на Полтавщині і Чернігівщині. Вони посідали високі урядові пости в різні періоди існування української державності.
Засновники роду походили з містечка Гельмязів (нині село Золотоніського району Черкаської області). Вони висунулися із рядових козаків на високі старшинської посади в другій половині XVII століття.

## Знані представники роду
- Кіндрат Іванович Кобизенко (пом. 1650) — пробанд роду Лизогубів, очільник загону донських козаків;
  - Лизогуб Іван Кіндратович (Кобизенко, пом. 1662, можливо, початок 1663) — полковник канівський (1659-1662), посол Івана Виговського до московського уряду (1658). Брав участь у Конотопській битві проти Московії. Розстріляний за наказом Юрія Хмельницького;
  - Лизогуб Яків Кіндратович (1620 — 19 серпня 1698) — видатний український військовий і політичний діяч, полковник канівський (1666-1669), генеральний осавул (1669–1674), полковник чернігівський (1687–1698), наказний гетьман (1670, 1673, 1694, 1696).
    - Лизогуб Юхим Якович (пом.1704) — генеральний бунчужний (1688-1690), генеральний хорунжий (1694-1698), полковник чернігівський (1698–1704). Учасник Кримських походів 1687 і 1689;
      - Лизогуб Андрій Юхимович (? — †1737) — конотопський сотник;
      - Лизогуб Яків Юхимович (*1675 — †1749) — український військовий і політичний діяч першої половини 18 століття.
        - ...
          - Лизогуб Яків Іванович (*1720 — ?) — український військовий і політичний діяч першої половини 18 століття.
            - Лизогуб Іван Якович (*1762 — †1819) — маршалок дворянства Чернігівської губернії (1816—1819).
              - Лизогуб Яків Іванович (*1786 — ?) — український перекладач при Імператорському Московському театрі.
              - Лизогуб Ілля Іванович (*1787 — †1767) — наказний прилуцький полковник;
              - Лизогуб Олександр Іванович (*1790 — †1839) — піаніст і композитор
              - Лизогуб Віталій Іванович (*1791 — †1869) — полковник лейб-гвардії
              - Лизогуб Василь Іванович (*1801 — †1870) — полковник лейб-гвардії;
              - Лизогуб Андрій Іванович (*1804 — †1864) — знайомий Тараса Шевченка;
                - Лизогуб Дмитро Андрійович (*1850 — †1879) — учасник народницького руху в Україні;
                - Лизогуб Федір Андрійович (*1862 — †1928) — український державний діяч.

      - Лизогуб Семен Юхимович (* 1689 — †1734) — прапрадід Миколи Гоголя по матері;
        - Лизогуб Семен Семенович (* 1708 — †1781) — прадід Миколи Гоголя по матері;